# 淺野長矩
淺野長矩（日语：／ Asano Naganori，1667年9月28日—1701年4月21日）是日本江戶時代前期至中期的大名。播磨赤穗藩之第3代藩主。官位從五位下、內匠頭。多以官名稱呼淺野內匠頭（あさの たくみのかみ）。他因元祿赤穗事件而知名。

## 生涯
寛文7年（1667年），出身於江戶鐵砲洲（現東京都中央區明石町）的淺野家上屋敷（現在的聖路加國際病院）。
延寳3年（1675年），繼承淺野家家督，成為第3代藩主。延寳8年（1680年），叙任從五位下、官職內匠頭。天和3年（1683年），正式和淺野長治（備後三次藩主）之女阿久里姫結婚。
元祿14年2月4日（1701年3月13日），任勅使饗應役，3月14日（4月21日）在江戶城本丸大廊下（通稱松之廊下）砍傷高家吉良義央（吉良上野介），在一關藩主田村建顯邸，即日被幕府將軍德川綱吉勒令切腹謝罪。葬在江戶高輪泉岳寺。赤穗淺野家斷絕。